# Propilidium
Propilidium is een geslacht van weekdieren uit de klasse van de Gastropoda (slakken).

## Soorten
- Propilidium curumim Leal & Simone, 1998
- Propilidium elegans A. E. Verrill, 1884
- Propilidium exiguum (W. Thompson, 1844)
- Propilidium lissocona (Dall, 1927)
- Propilidium pelseneeri Thiele, 1912
- Propilidium pertenue Jeffreys, 1882
- Propilidium reticulatum (A. E. Verrill, 1885)
- Propilidium reticulatum Moskalev, 1977
- Propilidium tasmanicum (Pilsbry, 1895)